# Boston Celtics Soccer Club
I Boston Celtics (1933-1941) è stata una società calcistica di Boston, negli Stati Uniti, appartenente alla ASL II (1933-1983). Nel 1934 vennero rinominati come Boston Soccer Club, per ritornare l'anno dopo con la denominazione originale.

## Storia
Nata come squadra dilettantistica del quartiere intorno a Sullivan Square, nel 1933 dopo la dissoluzione dei Boston Soccer Club/Bears, fu una delle squadre statunitensi che parteciparono e contribuirono alla rinascita della nuova American Soccer League (1933-1983), dopo il fallimento della omonima lega precedente a causa della Grande depressione.
I Celtics continuarono la tradizione calcistica del New England partecipando alla New England Division dal 1933 fino alla sua dissoluzione nel 1940.
Nel primo campionato vide i Celtics affrontarsi con squadre blasonate come i Fall River Rovers e Pawtucket Rangers e formazioni provenienti da New Bedford anch'esse di grande tradizione calcistica. Nel 1934 cambiarono denominazione societaria in Boston Soccer Club, per la compresente partecipazione dei Pawtucket Celtics nel medesimo campionato. Nei primi due anni di attività la formazione bostoniana partecipò anche alla U.S. Open Cup dove raggiunse le semifinali di Eastern Division nel 1934 venendo battuta dai Pawtucket Rangers ed il primo turno della Eastern Division nel 1935 sconfitti dai Fall River Liberals. Furono le uniche apparizioni nella coppa nazionale statunitense.
Nel 1935 New England Division fu costretta a sospendere le attività ed annullare il campionato a causa delle condizioni economiche precarie e per la mancanza di un adeguato sostegno finanziario da parte degli sponsor. La ripresa dei campionati si ebbe l'anno successivo con il ritorno alla denominazione originale ed il raggiungimento del terzo posto (alle spalle di Providence Clamdiggers e Lusitania Recreation), posizione che confermò l'anno successivo vedendo anche la seconda vittoria consecutiva di Providence.
Nell'ultimo campionato, quello del 1940-41, la stagione agonistica terminò con i Celtics al penultimo posto in classifica; il campionato del New England si sciolse dopo questa stagione (causa anche l'imminente seconda guerra mondiale) e le squadre libere di gareggiare nei campionati amatoriali locali.

## Cronologia
| Anno               | Division             | Lega                | Stagione Regolare   | Partite             | Punti               | V                   | N                   | P                   | Gol F.              | Gol S.              | U.S. Open Cup                |
| ------------------ | -------------------- | ------------------- | ------------------- | ------------------- | ------------------- | ------------------- | ------------------- | ------------------- | ------------------- | ------------------- | ---------------------------- |
| Boston Celtics     |                      |                     |                     |                     |                     |                     |                     |                     |                     |                     |                              |
| 1933-34            | New England Division | ASL                 | 2° (fall 1933)      | 15                  | 22                  | 10                  | 2                   | 3                   | 28                  | 22                  | Semifinali Eastern Division  |
| 1933-34            | New England Division | ASL                 | 3°(spring 1934)     | 1                   | 1                   | 0                   | 1                   | 0                   | 3                   | 3                   | Semifinali Eastern Division  |
| Boston Soccer Club |                      |                     |                     |                     |                     |                     |                     |                     |                     |                     |                              |
| 1934-35            | New England Division | ASL                 | 5° (fall 1934)      | 9                   | 5                   | 2                   | 1                   | 6                   | 20                  | 25                  | Primo Turno Eastern Division |
| 1934-35            | New England Division | ASL                 | 2° (spring 1935)    | 3                   | 4                   | 2                   | 0                   | 1                   | /                   | /                   | Primo Turno Eastern Division |
| Boston Celtics     |                      |                     |                     |                     |                     |                     |                     |                     |                     |                     |                              |
| 1935-36            | Stagione cancellata  | Stagione cancellata | Stagione cancellata | Stagione cancellata | Stagione cancellata | Stagione cancellata | Stagione cancellata | Stagione cancellata | Stagione cancellata | Stagione cancellata | non qualif.                  |
| 1936-37            | New England Division | ASL                 | 3°                  | 10                  | 11                  | 5                   | 4                   | 1                   | /                   | /                   | non qualif.                  |
| 1937-38            | New England Division | ASL                 | 3°                  | 16                  | 20                  | 8                   | 4                   | 4                   | /                   | /                   | non qualif.                  |
| 1938-39            | New England Division | ASL                 | -                   | -                   | -                   | -                   | -                   | -                   | -                   | -                   | non qualif.                  |
| 1939-40            | New England Division | ASL                 | 5°                  | 9                   | 7                   | 3                   | 1                   | 5                   | 13                  | 18                  | non qualif.                  |
| 1940-41            | New England Division | ASL                 | 6°                  | 11                  | 6                   | 2                   | 7                   | 2                   | 20                  | 41                  | non qualif.                  |

## Denominazione
La denominazione della squadra fece riferimento alla presenza di immigrati irlandesi (o gaelici) che vivevano a Boston e negli Stati Uniti d'America. Diverse formazioni calcistiche statunitensi utilizzarono la stessa denominazione come i New Bedford Celtics (1915–1918), Brooklyn Celtic (1908-1920 e 1932-1943), Jersey City Celtics (1921-1922), Philadelphia Celtic (1926-1927), Kearny Celtic (1933-1951), fino ad arrivare alla omonima formazione di pallacanestro dei Boston Celtics (nata nel 1946) o dei precedenti Brooklyn Celtics/New York Celtics (1914-1929).

## Giocatori
- Barney Battles, Jr.[15]
- Frannie Quinn
- Johnny French
- Dropski
- Garrigan
- A. Atkinson
- Mike McDonough
- J. Lyons